# Wrong turn: Camí a l'infern
Wrong turn: Camí a l'infern és una pel·lícula de terror del 2021 dirigida per Mike P. Nelson i escrita pel creador de la franquícia Alan McElroy. La pel·lícula, al ser un reinici, és la setena entrega de la sèrie de pel·lícules Wrong turn, protagonitzada per Charlotte Vega, Adain Bradley, Bill Sage, Emma Dumont, Dylan McTee, Daisy Head i Matthew Modine. És una coproducció internacional entre els Estats Units, Alemanya i el Canadà. S'ha doblat i subtitulat al català.
El projecte es va anunciar l'octubre de 2018, amb Nelson com a director, a partir d'un guió escrit per McElroy, qui va escriure la pel·lícula original. El rodatge principal va començar el 9 de setembre de 2019 i es va acabar el 2 de novembre de 2019 a Felicity (Ohio).
Wrong turn: Camí a l'infern es va estrenar als cinemes durant un dia, el 26 de gener de 2021. La pel·lícula va rebre crítiques en diversos sentits, i va recaptar 4,8 milions de dòlars a taquilla i 2 milions en vendes a domicili.